# کریستیان ژورن
کریستیان ژورن (فرانسوی: Christian Jourdan‎؛ زادهٔ ۳۱ دسامبر ۱۹۵۴) دوچرخه‌سوار اهل فرانسه است.